# آپوکالیپس (کمیک)
آپوکالیپس (به انگلیسی: Apocalypse) با نام اصلی أن صباح نور، یک شخصیت خیالی ابرشرور در کتاب‌های کامیک منتشر شده توسط مارول کامیکس است. شخصیت آپوکالیپس توسط لوئیس سیمونسون و جکسون گایس خلق شده‌است، که برای اولین بار با حضوری تک‌جلوه در شمارهٔ ۵ از مجموعه اسپین‌آف اکس-فکتور در ژوئیه ۱۹۸۶ معرفی شد. او جهش‌یافته‌ای نامیرا است که اغلب به عنوان یکی از ضدقهرمان‌های اصلی مجموعه مردان ایکس به شمار می‌رود. آپوکالیپس معتقد است که تنها قوی‌ترین‌ها (خواه جهش‌یافته یا ابرانسان باشد) استحقاق زنده ماندن دارند. او یکی از نخستین جهش‌یافته‌ها و هیولایی مستبد است که بیش از هزاران سال قدمت دارد. بدن او متشکل از ترکیبی از مواد آلی و فناوری‌های قدرتمند آسمانی است.
اسکار آیزاک به ایفای نقش آپوکالیپس در فیلم مردان ایکس: آپوکالیپس (۲۰۱۶) پرداخته است.

## تاریخچه
آپوکالیپس نزدیک به پنج هزار سال پیش به عنوان یکی از اعضای قبیلهٔ آکابا در مصر به دنیا آمد. حتی به عنوان یک نوزاد، او ترس را احساس می‌کرد. او که بسیار زشت و بدریخت بود، توسط اعضای قبیله در زیر آفتاب سوزان صحرا رها شد تا بمیرد. اما این کودک توسط گروهی از مهاجمان صحرا که با عنوان «سنداستورمرز» شناخته می‌شدند، پیدا شد. بسیاری از آن‌ها بر این باور بودند که این کودک بهتر است بمیرد، اما رهبر ظالم آن‌ها، «بال»، به نحوی قدرت نهفته در این کودک را تشخیص داد. او نام کودک را أن صباح نور گذاشت و او را همچون فرزندش بزرگ کرد. هنگامی که أن صباح نور بزرگ شد، از تمامی افراد قبیله‌اش در زمینه هوش و قدرت پیشی گرفت. تمام قبیله به غیر از شخص بال از ظاهر غیرانسانی و توانایی‌های فوق‌العاده او هراس داشتند.

## توانایی‌ها و قدرت‌ها
آپوکالیپس جهش‌یافته‌ای باستانی با انواع مختلف توانایی‌های ابرانسانی است که حتی بعدها پس از ادغام با فناوری‌های قدرتمند آسمانی، تکامل یا تغییر یافته و توانایی‌های بیشتری به خود افزود. به همین دلیل او بر خلاف بسیاری از جهش‌یافته‌های دیگر، از چندین قدرت ابرانسانی برخوردار است. او دارای قدرت، سرعت، استقامت و واکنش‌های ابرانسانی است و قدرت او با خارج نمودن و جذب منابع انرژی حتی بیشتر نیز می‌شود. آپوکالیپس به اندازه‌ای قوی است که از لحاظ فیزیکی قادر به مهار کردن شخصیت هالک حتی در وضعیت غضبناکش می‌باشد. از این رو آپوکالیپس قادر به بلند کردن وزنه‌ای بیش از ۱۰۰ تن است. او یکی از قدرتمندترین جهش‌یافته‌هایی محسوب می‌شود که تا کنون در دنیای مارول حضور داشته‌است.
بدن آپوکالیپس در مقابل آسیب‌ها بسیار مقاوم است و زره آسمانی او تقریباً غیرقابل نفوذ است و حتی در صورت صدمه دیدن، زخم‌هایش توسط قابلیت زوددرمانی به سرعت التیام میابد. در یکی از مناسب‌ها، زمانی که او با ثور جوان مبارزه می‌نمود؛ ثور با وجود چکش آسگاردی خود میولنیر، قادر به صدمه رساندن به آپوکالیپس نبود. اگرچه در حال حاضر (پس از اینکه بدن اصلی او از بین رفت) امکان آسیب به او وجود دارد که این صدمات بلافاصله نیز بازسازی نمی‌شوند. او همچنین دارای درجات بسیار بالاتری از مقاومت در برابر درد و آسیب‌های فیزیکی نسبت به انسان‌های معمولی است و این قابلیت به او اجازه مقاومت در برابر مواد منفجره قوی، حملات انرژی، سقوط از ارتفاع، ضربات فیزیکی از شخصیت‌هایی همچون کلوسوس یا نامور و نتیجه آسیبی به مراتب کمتر از آنچه انسان را بلافاصله از پای در می‌آورد و همچنین در برابر سرمای شدید و فضای بیرونی، صدای مافوق صوت مخرب بلک بولت که از انفجار جنگ‌افزار هسته‌ای نیز قوی‌تر است و در پرتوی لیزری سایکلاپس از خود مقاومت نشان دهد.
آپوکالیپس می‌تواند با تغییر دست‌های خود به بال، جت یا با استفاده از دورجنبی خود را قادر به پرواز کند. او همچنین قادر به دورنوردی خود و افراد دیگر در اطرافش به فواصل نزدیک یا بسیار دور در سراسر سیاره و حتی توانایی جا به جایی کامل یک بارو با خود را دارد. او توانایی جذب انرژی و جرم به منظور افزایش سطح قدرت خود با تأثیرات متعدد و پتانسیل نامحدود است. از دیگر توانایی‌های او می‌توان به دورجنبی، دورآگاهی، واسط مغز و رایانه، طول عمر و نامیرایی اشاره کرد. بدن اصلی آپوکالیپس حتی قبل از تغییر بوسیلهٔ فناوری‌های آسمانی ستاره‌پیما جاودانه بود و او برای هزاران سال بر روی زمین زندگی کرده‌است.
آپوکالیپس کنترل کامل بر روی ساختار مولکولی بدن خود دارد و قادر است با اراده خود آن را تغییر دهد. این بدین معنی است که قابلیت دستکاری و به‌کارگیری مواد هیچ تأثیری بر روی وی ندارد، و او به راحتی توانایی انطباق ساختار مولکولی خود با هر شرایطی را دارد. او همچنین با اراده کامل قادر است کل بدن و ظاهرش را تغییر شکل دهد، یا حتی به اندام بدنش اجازه می‌دهد ساختاری بسیار نرم، کشیده و انعطاف‌پذیر (با حفظ تمامی مهارت‌های قبلی) پیدا کند.